# Marguerite Verdat
Marguerite Verdat (* 28. September 1893 in Châtenoy-le-Royal, Département Saône-et-Loire; † 26. September 1971 in Issy-les-Moulineaux, Département Hauts-de-Seine) war eine französische Schriftstellerin und Archivarin.

## Leben
Marguerite Verdat war die Tochter von Anthelme Michel Alphonse, einem Infanteriehauptmann, der aus dem Weiler Vessey in der Gemeinde Châtenoy-le-Royal stammte, und dessen Ehefrau Eugénie Pauline Isaure Marie-Thérèse. Sie war das älteste von vier Kindern. Zwei ihrer Geschwister waren die späteren Schriftsteller Germaine Verdat (1897–1982) und Marcelle Verdat (1896–1972). Während des Ersten Weltkrieges arbeitete sie als Krankenschwester in Cluny. Anschließend studierte sie an der École nationale des chartes, wo sie 1926 promovierte. Als Mitglied der Société de Géographie reiste sie in mehrere französische Kolonien, unter anderen in den Sudan, wo sie als Fotografin tätig war. Später arbeitete sie als Archivarin beim Ministère des Outre-mer, in der Bibliothek der Agence générale des Colonies und im Musée des Colonies. Von 1945 bis 1948 war sie Direktorin des Archives des Afrique-Occidentale Française (AOF).
Verdat veröffentlichte ihr literarisches Frühwerk 1914 mit La légende du houx. Nach ihrem Studium konzentrierte sie sich wieder auf die Literatur. Wie ihre Schwester Marcelle war auch sie seit 1929 Mitglied im Société des Gens de Lettres. Ab 1950 war sie auch Mitglied im Association des écrivains de langue française.

## Werke
- 1914: La légende du houx, dans La Semaine
- 1926: Les États du Mâconnais aux XIVe et XVe siècles, thèse, École de Chartres
- 1933: Terres inconnues, dans Les Veillées
- 1937: Charcot, le chevalier du pôle, éd. La Bonne Presse (Paris), coll. Idéalistes et Animateurs
- 1949: Le Ouali de Goumba, dans Études guinéennes N° 3, éd. IFAN